# Leszczków (województwo świętokrzyskie)
Leszczków – wieś w Polsce położona w województwie świętokrzyskim, w powiecie opatowskim, w gminie Lipnik.
W latach 1975–1998 miejscowość administracyjnie należała do województwa tarnobrzeskiego.
W obszar wsi wchodzą:
| SIMC    | Nazwa   | Rodzaj    |
| ------- | ------- | --------- |
| 0797270 | Gozdawa | część wsi |
| 0797286 | Lipówka | część wsi |
| 0797292 | Ukraina | część wsi |
| 0797300 | Zbrza   | część wsi |

## Transport
Wieś położona przy drodze krajowej nr 9, 12 km od Opatowa. Do Sandomierza, odległego o 22 km, prowadzi droga krajowa nr 77.

## Historia
Wieś znana w początkach XIX wieku jako: Leszczków, wieś i folwark.
Położona nad rzeką Opatówką, w powiecie sandomierskim, gmina Lipnik, parafii Malice Kościelne, w odległości 20 wiorst od Sandomierza.
- Spis z roku 1827 – 19 domów, 108 mieszkańców.
- Spis z roku 1866 – młyn wodny, 26 domów, 214 mieszkańców, 745 mórg ziemi, w tym 93 mórg włościańskich.
- Dobra Leszczków składają się z folwarków: Leszczków i Gozdawa.

Podług wiadomości z r. 1866 rozległość dominialna wynosi mórg 811. Wieś Leszczków osób 21, z gruntem mórg 172.